# Polskie obszary morskie
Polskie obszary morskie - obszary morskie Rzeczypospolitej Polskiej, na które składają się:
- morskie wody wewnętrzne,
- morze terytorialne,
- strefa przyległa,
- Polska Wyłączna Strefa Ekonomiczna.

Polskie obszary morskie określa Ustawa z dnia 21 marca 1991 r. o obszarach morskich Rzeczypospolitej Polskiej i administracji morskiej.
Morskie wody wewnętrzne i morze terytorialne wchodzą w skład terytorium Rzeczypospolitej Polskiej i stanowią jej integralną część. Polska sprawuje pełną jurysdykcję nad tymi obszarami pomniejszaną jedynie o prawo nieszkodliwego przepływu statków i okrętów na morzu terytorialnym. Okręty podwodne i pozostałe podwodne środki transportu obcych państw mają obowiązek przepływania przez morze terytorialne na powierzchni i z podniesioną banderą.
Zwierzchnictwo terytorialne Rzeczypospolitej Polskiej nad morskimi wodami wewnętrznymi i morzem terytorialnym rozciąga się na wody, przestrzeń powietrzną nad tymi wodami oraz na dno morskie wód wewnętrznych i morza terytorialnego, a także na wnętrze ziemi pod nimi. W związku z tym wznoszenie lub wykorzystywanie sztucznych wysp, konstrukcji, urządzeń, czy elektrowni wiatrowych wymaga uzyskania pozwolenia ustalającego ich lokalizację oraz określającego warunki ich wykorzystania na tych obszarach. Również układanie kabli i rurociągów na obszarach morskich wód wewnętrznych i morza terytorialnego wymaga uzyskania pozwolenia ustalającego lokalizację i warunki ich utrzymywania.
Powierzchnia polskiej wyłącznej strefy ekonomicznej wynosi 22 595 km², powierzchnia morza terytorialnego wynosi 8783 km², zaś powierzchnia morskich wód wewnętrznych zależy od zmiennego położenia linii brzegowej.

## Wykorzystanie polskich obszarów morskich

### Gospodarka morska
Gospodarka morska stanowi dział administracji rządowej, który od 2020 r. należy do Ministerstwa Infrastruktury. Obejmuje sprawy: 
1. transportu morskiego i żeglugi morskiej
2. obszarów morskich
3. portów i przystani morskich
4. przemysłu stoczniowego
5. ochrony środowiska morskiego
6. dotyczące gospodarowania mieniem Skarbu Państwa w odniesieniu do przedsiębiorstw państwowych i spółek z udziałem Skarbu Państwa funkcjonujących w obszarze gospodarki morskiej, w tym ochrony interesów Skarbu Państwa

Ministrowi gospodarki morskiej podlegają urzędy morskie oraz Morska Służba Poszukiwania i Ratownictwa w Gdyni (SAR), Centralna Morska Komisja Egzaminacyjna, Uniwersytet Morski w Gdyni, Politechnika Morska w Szczecinie, Instytut Morski w Gdańsku oraz izby morskie i Odwoławcza Izba Morska w Gdańsku z siedzibą w Gdyni.

### Plany zagospodarowania przestrzennego polskich obszarów morskich
W 2021 r. Polska przyjęła pierwszy morski plan zagospodarowania przestrzennego. W planie określa się funkcję podstawową i dopuszczalną dla każdego akwenu. Wśród funkcji akwenów znajdują się:
- akwakultura
- badania naukowe
- dziedzictwo kulturowe
- funkcjonowanie portu lub przystani
- infrastruktura techniczna (lokalizacja kabli telekomunikacyjnych, stacji, rurociągów)
- obronność i bezpieczeństwo państwa (w tym operacje wojskowe na poligonach Marynarki Wojennej)
- ochrona brzegu morskiego
- ochrona środowiska i przyrody
- poszukiwanie i rozpoznawanie złóż kopalin oraz wydobywanie kopalin ze złóż
- pozyskiwanie energii odnawialnej (w szczególności energetyka wiatrowa na morzu)
- rezerwa dla przyszłego rozwoju oraz rezerwa dla przyszłego rozwoju z dopuszczeniem wydobycia
- rybołówstwo
- sztuczne wyspy i konstrukcje
- transport
- turystyka sport i rekreacja
- uwarunkowany środowiskowo rozwój lokalny
- wielofunkcyjny rozwój gospodarczy